# Les quatre nines
Les quatre nines (títol original en italià: Le bambole) és una pel·lícula d'esquetxos italiana en blanc i negre estrenada el 1964, dirigida per Mauro Bolognini, Luigi Comencini, Dino Risi i Franco Rossi. Ha estat doblada al català.
És una comèdia satírica italiana composta de quatre pel·lícules:
1. La Trucada Telefònica, dirigida per Dino Risi segons el guió de Rodolpho Sonego, amb Virna Lisi i Nino Manfredi
2. La Sopa, dirigida per Franco Rossi, guió de Rodolfo Sonego i Steno, amb Monica Vitti i Orazio Orlando
3. El Tractat de genètica, dirigida per Luigi Comencini, amb Elke Sommer i Maurizio Arena
4. Monsenyor Cupidon‘, dirigida per Mauro Bolognini segons el guió de Leo (Leonardo) Benvenuti i Piero De Bernardi, amb Gina Lollobrigida, Akim Tamiroff i Jean Sorel.

## Argument
1. Giorgio i Luisa (Virna Lisi) són joves casats. Un dia, Giorgio fa comprendre a la seva dona que la desitja. Però en aquell moment la mare de Luisa truca la seva filla...
2. Giovanna (Monica Vitti), una bonica jove, vol desfer-se del seu marit, vell i lleig, amb el qual viu en una barraca; però totes les seves temptatives seran vanes i Giovanna s'acaba resignant a menjar la sopa amb el seu marit.
3. Havent llegit un tractat de genètica, Ulla (Elke Sommer), una jove alemanya, va a Roma per buscar el mascle llatí, futur pare perfecte del seu fill. Però finalment s'enamorarà del seu xofer i es convertirà en una perfecta mare de família italiana.
4. Monsenyor Arcudi (Akim Tamiroff) i el seu nebot Vincenzo (Jean Sorel) baixen a Roma a l'hotel que té Beatrice (Gina Lollobrigida). Aquesta abandona les bones maneres per intentar seduir Vincenzo.[2]

## Repartiment
La Telefonata
- Virna Lisi: Luisa
- Nino Manfredi: Giorgio
- Alicia Brandet: Armenia

La Minestra
- Monica Vitti: Giovanna
- John Karlsen: Alfonso
- Orazio Orlando: Richetto
- De Simone: Peppe

Il Trattato di Eugenetica
- Elke Sommer: Ulla
- Piero Focaccia: Valerio
- Maurizio Arena: Massimo

Monsignor Cupido
- Gina Lollobrigida: Beatrice
- Jean Sorel: Vincenzo
- Akim Tamiroff: Monsenyor Arcudi